# Marco Pérez Murillo
Marco Jhonnier Pérez Murillo (Quibdó, Chocó, Colombia, 18 de septiembre de 1990) es un futbolista colombiano. Juega de delantero y actualmente juega para el  Deportivo Pereira de la Categoría Primera A de Colombia.

## Trayectoria

### Boyacá Chicó
Debutó muy joven en el Boyacá Chicó gracias al entrenador Alberto Gamero. Con este equipo ganó el Torneo Apertura de la Primera A.

### Gimnasia y Esgrima
En julio de 2009 se hace oficial su pase a Gimnasia y Esgrima de Argentina. Jugó su primer partido en la 3ª fecha del Apertura de ese año donde su equipo cayó 0:1 contra el último campeón, Vélez Sarsfield, jugando 10 minutos. Jugó su primer partido de titular en el empate 2:2 contra San Lorenzo.
Finalmente marcó su primer gol en la victoria contra Huracán 4:1, marcando el tercer gol con un fuerte remate desde lejos. Su segundo gol con Gimnasia lo marcó contra Vélez Sarsfield, pero el equipo perdió 1:2. En ese mismo torneo, marco su tercer gol lo marcó contra Racing, partido el cual Gimnasia ganó 1:0. 
Metió dos goles que sirvieron para la victoria contra Independiente por 2:1. Con el segundo gol llegó a los 7 goles, superándose de los siete goles con su anterior equipo. Luego marcó un gol de doble chilena con un compañero en el triunfo de Gimnasia frente a Boca en la fecha 15 del Clausura 2010. En Gimnasia fue ganando la simpatía de la gente que lo bautizó como el Joyero de la Diagonal.
Tuvo un par de fechas de "sequía" y en el segundo partido de la promoción ante Atlético Rafaela jugado en "El Bosque", convirtió dos goles para que Gimnasia se quede en Primera División. En la tabla de goleadores quedó en el segundo lugar junto con Martín Palermo y Rubén Ramírez detrás de Mauro Boselli.

### Real Zaragoza
Promediando el 2010 fue fichado por el Real Zaragoza de España y tras haber jugado 18 partidos tan solo marcó un gol.

### Independiente
A mediados del año 2011 regresó a Argentina y firmó contrato con el Club Atlético Independiente a préstamo por una temporada. Su presentación oficial se dio en la derrota por la Copa Suruga Bank 2011 frente al Júbilo Iwata. En su segundo partido con la camiseta roja convierte su primer gol fue de tiro libre a los 72' por el partido de ida de la Recopa Sudamericana 2011, dándole a los diablos el triunfo parcial frente a Internacional. Debido a que Ramón Díaz no lo va a tener en cuenta para la próxima temporada, ya hay varios equipos interesados en él, entre los más importantes está su antiguo club Gimnasia y Esgrima La Plata.
Tras su salida de Independiente se especula que el club con más intención de ficharlo es el Arsenal de Sarandí aunque también lo relacionan con una canje con Dayro Moreno para jugar en México y también es sabido sobre rumores de que la U. de Chile lo ficharía por 6 meses antes de volver al Zaragoza de España de donde estaba cedido a préstamo al equipo de Avellaneda.

### Belgrano
No obstante la oferta más fuerte que se ha conocido es la de Belgrano de Córdoba que lo ficharía por lo que queda de la temporada 2011/12. Al final, Marco termina siendo fichado por Belgrano de Córdoba para lo que queda de la temporada y con una opción de compra, en Belgrano usara la dorsal número 10.
En un partido de la pretemporada para el torneo clausura 2012, anota su primer gol (no oficial) con Belgrano de Córdoba contra el Universitario de Córdoba. En dicho partido jugaron los suplentes y previo a ese jugaron los equipos titulares. Juega su primer partido oficial en la primera fecha del torneo clausura 2012 ingresando en el segundo tiempo, el partido finalizó 0 a 0.
Tras su escaso rendimiento en Belgrano de Córdoba, Ricardo Zielinski (Director Técnico del equipo cordobés), Decide rechazar la opción de compra del Jugador Colombiano.
En 2012 se suma a lista de jugadores que hicieron el pedido de quiebra para Independiente

### O'Higgins
El 18 de julio de 2012, Pérez ficha en O'Higgins de la Primera División de Chile, siendo el elegido para reemplazar en el equipo de Rancagua al argentino Enzo Gutiérrez que había partido a la Universidad de Chile.

### Independiente Medellín
Para la temporada 2013 arregla su llegada a préstamo con el Independiente Medellín. Su primer semestre no fue el mejor ya que fue suplente y solo pudo marcar un gol en la Copa Colombia, además de ser usado como un volante y no como un delantero. Con la renuncia de Hernan Darío Gómez y la contratación de Oscar Pérez como nuevo técnico, obtuvo más continuidad pero no logró anotar goles. Para el segundo semestre anota un gol de tiro libre frente al Deportes Tolima en la primera fecha del Finalización 2013 siendo la figura del Medellín en el partido, para la fecha siguiente vuelva a anotar un gol frente a Millonarios en el empate a dos en Bogotá.

### Deportes Tolima

#### 2014
En la mitad del año 2014 se convierte en nuevo jugador del Deportes Tolima por pedido del entrenador Alberto Gamero. Debutó el 29 de junio en la derrota 2-1 contra Fortaleza CEIF en Bogotá por la Copa Colombia, marca su primer gol el 9 de julio en la goleada 3 por 0 sobre el Deportivo Pereira por Copa. Su primer gol por Liga lo hace el 3 de agosto en la victoria 2 por 1 sobre La Equidad. El 17 de septiembre marca en la ley del ex contra Independiente Medellín en la victoria 4 por 2 clasificando a semifinales de Copa. Su último gol del año lo hace el 10 de octubre en el empate a un gol contra Patriotas Boyacá. El 12 de noviembre se logra su primer título con los pijaos consagrándose campeón de la Copa Colombia 2014 luego de ganar en el global 3 a 2 contra Independiente Santa Fe, yéndose expulsado al final del partido.

#### 2015
En su primer partido del año el 30 de enero hace gol para la goleada 4 por 1 sobre Boyacá Chicó, su primer doblete con el club lo hace el 15 de febrero en la goleada 4 por 1 sobre el Deportivo Cali. El 5 de abril marca el gol del empate a un gol contra el Once Caldas, a los seis días le da el empate al último minuto contra Cortulua para el 1-1 final. El 17 de mayo marca doblete en el 5-0 sobre Jaguares de Córdoba, el 24 vuelve y marca dos goles para la victoria 3-2 en el clásico del Tolima Grande por cuartos de final del Apertura 2015 contra el Atlético Huila así clasificando a semifinales por un global de 5-3 siendo la figura del partido y llegando a 10 goles. Cierra el Apertura con gol en la eliminación contra el Independiente Medellín tras caer 3 por 1.
Hasta el 3 de octubre marca su primer gol en el Finalización en la victoria 2 por 0 sobre Cortuluá, vuelve a marca el 14 en el 0-2 contra La Equidad. Su último gol del año lo hace el 1 de noviembre en el 2-0 sobre el Atlético Junior.

#### 2016
Marca el 13 de marzo su primer gol del año en la caída 2-1 contra el Atlético Junior, el 20 marca el gol de la victoria por la mínima en el clásico contra el Atlético Huila, marca el 2 de abril en el 2.1 sobre Envigado FC y el 9 de abril completa cuatro partidos consecutivos marcando en la derrota 3-1 en su visita al Cortuluá, siendo sus únicos goles del año por una lesión que lo tuvo un tiempo alejado.

#### 2017
El 26 de febrero marca para la victoria 2 por 1 sobre Envigado FC. El 2 de marzo hace su primer gol a nivel internacional en la victoria 2 por 1 sobre Club Bolívar por la Copa Sudamericana 2017, el 15 marca su primer doblete en el 2-2 contra Deportes Quindío por la Copa Colombia 2017. Vuelve y marca el gol de la victoria por la mínima en el clásico contra el Atlético Huila. El 30 de abril marca su último gol del Apertura en la victoria 3 por 1 contra Independiente Santa Fe.

El 21 de agosto marca gol para el 2-0 contra Cortuluá, marca el 15 de septiembre para el 2-1 sobre Patriotas Boyacá, el 24 marca para el 1-2 como visitantes en casa del Deportivo Cali, el 7 de octubre repiten el marcador para la ley del ex sobre Independiente Medellín, marca el gol de la victoria por la mínima sobre Atlético Bucaramanga el 21 de octubre, finalmente el 25 marca para el empate a un gol contra Independiente Santa Fe completando cinco fechas consecutivas marcando. El 2 de diciembre marca el descuento contra Atlético Nacional para clasificar a la final por tiros penales. Pierden el título del Torneo Finalización contra Independiente Santa Fe en un global de 2-1, luego de perder en casa por la mínima y empatar en Bogotá a un gol.

#### 2018
El 31 de marzo marca el primer gol del año en la caída 3-1 en su visita al Águilas Doradas Rionegro, vuelve a marcar el 14 de abril en la goleada 4 por 1 sobre La Equidad.

El 9 de junio marca el penal definitivo en la tanda de penales de la final del Torneo Apertura frente a Atlético Nacional en el Estadio Atanasio Girardot luego de haber ganado el partido 2 a 1 y empatado el global 2-2, consiguiendo la segunda estrella para el Deportes Tolima.
El 25 de julio en la primera fecha del Torneo Finalización marca en la victoria 2-1 como visitantes nuevamente ante Atlético Nacional repitiendo el resultado de la final anterior, con este tanto se convierte en el décimo goleador en la historia del club con 44 goles por delante de jugadores como Marcos Coll, Yimmi Chará, Christian Marrugo y Franco Arizala entre otros. El 18 de agosto marca los dos goles de la victoria 2 por 0 como visitantes frente al Atlético Bucaramanga, nuevamente marca doblete el 1 de septiembre en el 3 por 1 en casa del Envigado FC, el 4 marca gol en el 2-0 sobre Atlético Huila, el 15 de septiembre marca dos tantos en la goleada 3 por 0 sobre el Independiente Medellín marcando un golazo de mitad de cancha. Marca el gol de la victoria por al mínima en calidad de visitantes sobre el Deportivo Cali. El 29 de septiembre marca el empate a un gol contra Rionegro, el 9 de octubre marca de nuevo gol en el histórico partido que perderían 4-3 en su visita al Atlético Junior luego de ir goleando en el primer tiempo 0-3 donde además completa seis fechas seguidas marcando, vuelve y marca doblete el 21 de octubre dándole la victoria 3 a 2 sobre Itagüí Leones completando cinco dobletes y 14 goles en misma cantidad de partidos.

El 14 de noviembre marca gol en la 1-2 sobre Independiente Santa Fe por ida de los cuartos de final del Torneo Finalización, en la vuelta caen por la mínima pero pasan por penales a las semis, el 21 de noviembre empatan a dos goles contra Independiente Medellín como visitantes con un gol de Marco, en la vuelta caen eliminados luego de perder 2-0 en Ibagué. Termina con la bota de oro del torneo luego de marca 17 goles por detrás de Germán Cano que hizo 20 goles.

#### 2019
El 23 de enero de 2019 marca los dos goles de la victoria 2-1 contra el Junior de Barranquilla por la ida de la Superliga de Colombia siendo la figura del partido, al final pierden el título en los tiros penales. En su debut en Liga el 10 de febrero marca el gol de la victoria por la mínima de tiro penal en calidad de visitantes contra Independiente Santa Fe. El 23 de marzo marca el gol de la victoria por la mínima sobre el Unión Magdalena.
Para la Copa Libertadores 2019 marcaría 4 goles, en el empate 2-2 contra Jorge Wilstermann marcaría los dos goles para los pijaos, también en el empate 2-2 contra Boca Juniors anotando el segundo tanto, y por último en la victoria 0-2 contra Wilstermann anotaría el segundo gol.
También con el gol ante Junior de Barranquilla, llegó a ser el goleador histórico del Deportes Tolima, que resultó 1-1.

### Al-Raed
Después de salir consagrado con un título de liga y con el récord de goleador histórico del Deportes Tolima, Marco continuó su carrera en Al-Raed. En el equipo de Arabia Saudita disputó 27 encuentros por la liga local, en los cuales estuvo desde el inicio en 16 ocasiones y solo convirtió 4 goles. Hizo parte del equipo saudí durante 1 año hasta que la misma institución decidiera que iban a rescindir del contrato del jugador. 

### Once Caldas
Fue presentado en el "Blanco Blanco" el martes 3 de agosto del 2021.
Debutó con el equipo al día siguiente, correspondiente al partido de vuelta de la fase 3 de la Copa Betplay DIMAYOR enfrentando al DIM; su ingreso se dio en el entretiempo en el que minutos posteriores erraría penal ratificando la derrota de su equipo 1-3 en Manizales, y una global en contra de 2-4 dando lugar a la inminente eliminación del torneo.
Tras 8 partidos jugados y no haber anotado gol, el equipo caldense sacó un comunicado en el que aclaraba que el chocoano finalizaba su contrato a causa de que las directivas no se encontraban conformes con el rendimiento del jugador en los dos meses en que jugó con el equipo de Manizales.

## Selección nacional
Con la Selección de fútbol de Colombia Marco Pérez fue convocado por Eduardo Lara para integrar la selección de mayores en el partido contra la Selección de Nigeria en noviembre de 2008.
Posteriormente hizo parte del equipo que jugó en el Campeonato Sudamericano Sub-20 de 2009, con el cual marcó dos goles en el empate frente a Argentina. Pese a ello, el equipo nacional no pudo clasificar al Mundial de la categoría.

### Participación Sudamericanos
| Campeonato                  | Sede      | Resultado  | Partidos | Goles |
| --------------------------- | --------- | ---------- | -------- | ----- |
| Sudamericano Sub-20 de 2009 | Venezuela | Fase final | 9        | 2     |

## Estadísticas
Actualizado al 8 de diciembre de 2024
| Club                              | Div.                | Temporada           | Liga  | Liga  | Liga   | Copas | Copas | Copas  | Internacionales | Internacionales | Internacionales | Total | Total | Total  | Media Goleadora |
| Club                              | Div.                | Temporada           | Part. | Goles | Asist. | Part. | Goles | Asist. | Part.           | Goles           | Asist.          | Part. | Goles | Asist. | Media Goleadora |
| --------------------------------- | ------------------- | ------------------- | ----- | ----- | ------ | ----- | ----- | ------ | --------------- | --------------- | --------------- | ----- | ----- | ------ | --------------- |
| Boyacá Chicó · Colombia           | 1.ª                 | 2008                | 10    | 7     | 0      | 1     | 1     | 0      | -               | -               | -               | 11    | 7     | 0      |                 |
| Boyacá Chicó · Colombia           | 1.ª                 | 2009                | 16    | 3     | 0      | -     | -     | -      | 5               | 1               | 0               | 21    | 4     | 0      |                 |
| Boyacá Chicó · Colombia           | Total               | Total               | 26    | 10    | 0      | 1     | 1     | 0      | 5               | 1               | 0               | 32    | 12    | 0      |                 |
| Gimnasia y Esgrima Argentina      | 1.ª                 | 2009/10             | 25    | 9     | 0      | 2     | 2     | 0      | -               | -               | -               | 27    | 11    | 0      |                 |
| Gimnasia y Esgrima Argentina      | Total               | Total               | 25    | 9     | 0      | 2     | 2     | 0      | -               | -               | -               | 27    | 11    | 0      |                 |
| Real Zaragoza · España            | 1.ª                 | 2010-11             | 16    | 1     | 1      | 2     | 0     | 0      | -               | -               | -               | 18    | 1     | 1      |                 |
| Real Zaragoza · España            | Total               | Total               | 16    | 1     | 1      | 2     | 0     | 0      | -               | -               | -               | 18    | 1     | 1      |                 |
| Independiente Argentina           | 1.ª                 | 2011-12             | 12    | 2     | 0      | 0     | 0     | 0      | 4               | 1               | 0               | 16    | 3     | 0      |                 |
| Independiente Argentina           | Total               | Total               | 12    | 2     | 0      | 0     | 0     | 0      | 4               | 1               | 0               | 16    | 3     | 0      |                 |
| Belgrano Argentina                | 1.ª                 | 2011-12             | 16    | 0     | 2      | 2     | 0     | 0      | -               | -               | -               | 18    | 0     | 2      |                 |
| Belgrano Argentina                | Total               | Total               | 16    | 0     | 2      | 2     | 0     | 0      | -               | -               | -               | 18    | 0     | 2      |                 |
| O'Higgins · Chile                 | 1.ª                 | 2012                | 13    | 2     | 1      | 7     | 3     | 0      | 2               | 0               | 0               | 22    | 5     | 1      |                 |
| O'Higgins · Chile                 | Total               | Total               | 13    | 2     | 1      | 7     | 3     | 0      | 2               | 0               | 0               | 22    | 5     | 1      |                 |
| Independiente Medellín · Colombia | 1.ª                 | 2013                | 25    | 6     | 2      | 5     | 1     | 0      | -               | -               | -               | 30    | 7     | 2      |                 |
| Independiente Medellín · Colombia | 1.ª                 | 2014                | 10    | 0     | 1      | 0     | 0     | 0      | -               | -               | -               | 10    | 0     | 1      |                 |
| Independiente Medellín · Colombia | Total               | Total               | 35    | 6     | 3      | 5     | 1     | 0      | -               | -               | -               | 40    | 7     | 3      |                 |
| Deportes Tolima · Colombia        | 1.ª                 | 2014                | 17    | 3     | 5      | 6     | 2     | 0      | -               | -               | -               | 23    | 5     | 5      |                 |
| Deportes Tolima · Colombia        | 1.ª                 | 2015                | 41    | 13    | 5      | 6     | 1     | 0      | 5               | 0               | 0               | 52    | 14    | 5      |                 |
| Deportes Tolima · Colombia        | 1.ª                 | 2016                | 20    | 4     | 0      | 4     | 0     | 0      | -               | -               | -               | 24    | 4     | 0      |                 |
| Deportes Tolima · Colombia        | 1.ª                 | 2017                | 41    | 13    | 4      | 5     | 4     | 0      | 2               | 1               | 0               | 48    | 18    | 4      |                 |
| Deportes Tolima · Colombia        | 1.ª                 | 2018                | 39    | 19    | 4      | -     | -     | -      | -               | -               | -               | 39    | 19    | 4      |                 |
| Deportes Tolima · Colombia        | 1.ª                 | 2019                | 23    | 11    | 3      | 2     | 2     | 0      | 7               | 4               | 1               | 32    | 17    | 4      |                 |
| Deportes Tolima · Colombia        | Total               | Total               | 181   | 63    | 21     | 23    | 9     | 0      | 14              | 5               | 1               | 218   | 77    | 22     |                 |
| Al-Raed Arabia Saudita            | 1.ª                 | 2019-20             | 27    | 4     | 2      | 3     | 1     | 0      | -               | -               | -               | 30    | 5     | 2      |                 |
| Al-Raed Arabia Saudita            | Total               | Total               | 27    | 4     | 2      | 3     | 1     | 0      | -               | -               | -               | 30    | 5     | 2      |                 |
| Deportivo Cali · Colombia         | 1.ª                 | 2021                | 18    | 4     | 1      | -     | -     | -      | 1               | 0               | 0               | 19    | 4     | 1      |                 |
| Deportivo Cali · Colombia         | Total               | Total               | 18    | 4     | 1      | -     | -     | -      | 1               | 0               | 0               | 19    | 4     | 1      |                 |
| Once Caldas · Colombia            | 1.ª                 | 2021                | 7     | 0     | 1      | 1     | 0     | 0      | -               | -               | -               | 8     | 0     | 1      |                 |
| Once Caldas · Colombia            | Total               | Total               | 7     | 0     | 1      | 1     | 0     | 0      | -               | -               | -               | 8     | 0     | 1      |                 |
| Águilas Doradas · Colombia        | 1.ª                 | 2022                | 35    | 14    | 1      | -     | -     | -      | -               | -               | -               | 35    | 14    | 1      |                 |
| Águilas Doradas · Colombia        | 1.ª                 | 2023                | 47    | 28    | 3      | 4     | 0     | 0      | 1               | 0               | 0               | 52    | 28    | 3      |                 |
| Águilas Doradas · Colombia        | Total               | Total               | 82    | 42    | 4      | 4     | 0     | 0      | 1               | 0               | 0               | 87    | 42    | 4      |                 |
| Junior · Colombia                 | 1.ª                 | 2024                | 31    | 3     | 1      | 3     | 0     | 0      | 6               | 0               | 1               | 40    | 3     | 2      |                 |
| Junior · Colombia                 | Total               | Total               | 31    | 3     | 1      | 3     | 0     | 0      | 6               | 0               | 1               | 40    | 3     | 2      |                 |
| Total en su carrera               | Total en su carrera | Total en su carrera | 488   | 146   | 37     | 53    | 17    | 0      | 33              | 7               | 2               | 575   | 170   | 39     |                 |

(*)  Incluye partidos de la promoción 2009/10 frente a Rafaela, Copa del Rey, Copa Argentina, Copa Chile y Copa Colombia.

(**) Incluye partidos por Copa Libertadores, Copa Suruga Bank 2011, Recopa Sudamericana y Copa Sudamericana. 

## Palmarés

### Campeonatos nacionales
| Título              | Club            | País     | Año    |
| ------------------- | --------------- | -------- | ------ |
| Categoría Primera A | Boyacá Chicó    | Colombia | 2008-I |
| Copa Colombia       | Deportes Tolima | Colombia | 2014   |
| Categoría Primera A | Deportes Tolima | Colombia | 2018-I |

### Distinciones individuales
| Distinción                                                        | Año  |
| ----------------------------------------------------------------- | ---- |
| Goleador histórico del Deportes Tolima (77 goles)                 | 2019 |
| Once ideal del Torneo Apertura                                    | 2019 |
| Goleador del Torneo Apertura (13 goles)                           | 2023 |
| Máximo goleador de Águilas Doradas en Primera División (42 goles) | 2023 |